# 小行星17286
小行星17286（17286 Bisei）是一颗绕太阳运转的小行星，为主小行星带小行星。该小行星于2000年7月8日发现。

## 轨道参数
小行星17286的轨道半长轴为2.3388658 UA，离心率为0.141。